# Demi's Birthday Suit
Demi's Birthday Suit, ou The Suit, era uma pintura corporal trompe-l'oeil de Joanne Gair fotografada por Annie Leibovitz que foi destaque na capa da edição de agosto de 1992 da Vanity Fair para comemorar e explorar o sucesso da foto de capa do More Demi Moore de Leibovitz de Demi Moore um ano antes. Como um exemplo de arte de pintura corporal moderna, levantou o perfil de Gair na cultura pop como um artista desse gênero.
A obra é considerada inovadora por alguns, embora haja controvérsia em torno de sua originalidade. O inverso dessa imagem serve como a arte da sobrecapa do segundo livro de pintura corporal de Gair, Body Painting. A sessão de fotos também permitiu que Moore mostrasse os resultados de sua rotina de exercícios.

## Perspectiva artística
Gene Newman considera a pintura corporal de Moore a introdução da pintura corporal moderna ao mundo. Embora disposto a creditar Moore e Gair com o renascimento da pintura corporal em uma história do San Francisco Chronicle, o "maquiador, fabricante de perucas e estilista" Jim Ponder teve dificuldade em chamar o interesse em pintura corporal de uma tendência porque remonta aos "primórdios do homem." Joanne Gair descreveu a pintura como uma referência estilizada a Botticelli, já que a pose sinuosa é uma reminiscência das figuras centrais tanto em Primavera quanto no Nascimento de Vênus. A Amazon.com descrição do produto do livro de Gair chama sua participação nesta sessão fotográfica como seu "momento decisivo." Logo o lançamento da revista Gair tornou-se um ícone da cultura pop que ela foi considerada para uma campanha publicitária da Absolut Vodka Absolut Gair, de acordo com uma reportagem do The New York Times. O trabalho é considerado um exemplo da extremidade mais sofisticada do espectro de pintura corporal que se estende até as tatuagens de Henna.
Algumas fontes afirmam que o trabalho é uma derivada de obras anteriores. A Playboy publicou uma foto com pintura corporal semelhante, com uma gravata, jaqueta de terno e pose semelhante, em sua edição de março de 1968, como parte de uma reportagem sobre pintura corporal.

## Detalhes
Gair tinha trabalhado com Leibovitz e Moore em More Demi Moore. A editora da Vanity Fair, Tina Brown, achou que "a única coisa a fazer para a capa de aniversário era reprisá-la". De acordo com uma reportagem do Houston Chronicle que cita Moore e Brown, cerca de 100 milhões de pessoas tinham visto a capa anterior, e essa capa capitalizou no aniversário.
Eles decidiram tentar uma pintura corporal durante as filmagens de uma semana no Chateau Marmont em Los Angeles, Califórnia, em 1992. Gair recebeu um terno de três peças listrado por Richard Tyler como modelo para pintar moore. Já que naquela época ela geralmente não trabalhava com assistentes, o dia começou às 6:30 da .M. e Demi Moore dormiu naquela noite de terno pintado no caso de precisarem retomar no dia seguinte. ILevou 15 horas para aplicar o traje porque era difícil para Gair construir a densidade adequada da tinta. O calor do corpo de Moore derreteu a tinta. Para a capa de 1992, que exigiu um dia inteiro sentado para Gair e sua equipe de maquiadores, Leibovitz não conseguiu decidir onde filmar, e "reservou duas casas móveis, quatro quartos de hotel e cinco casas". A estilista Lori Goldstein ajudou no aplicativo.
Tendo iniciado exercícios rigorosos no último trimestre de sua gravidez no ano anterior para se preparar para seu papel em A Few Good Men, Moore estava fisicamente apta para a sessão fotográfica. Assim ela apareceu em fotos nuas adicionais dentro da matéria de capa da revista. Moore viu as fotos como uma chance de mostrar os resultados de seus treinos." Eu disse que ficaria melhor a cada bebê e melhorei". O esforço de uma semana também envolveu fotos tiradas em Kauai, Havaí que estão incluídas no segundo livro de Gair, Body Painting. sentiu que estava melhor na capa aos 29 anos do que de biquíni nove anos antes em Blame It on Rio.

## Mais Demi Moore
Demi Moore havia aparecido na capa da Vanity Fair exatamente um ano antes, na edição de agosto de 1991, na fotografia de Leibovitz, More Demi Moore. Como um trabalho inovador, a fotografia de sua pose grávida foi icônica para Moore, Leibovitz e mulheres em geral que agora vêem a representação pública da gravidez como socialmente aceitável. Teve um impacto cultural ao fazer com que inúmeras celebridades posassem para fotos em gravidez avançada, o que tornou as fotos de gravidez na moda e criou um negócio lucrativo para fotógrafos como Jennifer Loomis. A American Society of Magazine Editores considera-a uma das melhores capas de revistas dos EUA de todos os tempos, e é uma das obras mais conhecidas de Leibovitz, Além disso, a foto serviu como um teste de litmus quando os padrões de decência da Internet estavam sendo legislados e julgados pela primeira vez.